# Tarsalia persica
Tarsalia persica là một loài Hymenoptera trong họ Apidae. Loài này được Warncke mô tả khoa học năm 1979.